# Bruno Simma
Bruno Simma (Quierschied, 29 maart 1941) is een Duits hoogleraar en rechter. Van 1973 tot 2006 was hij hoogleraar internationaal recht aan de Ludwig Maximilians-Universiteit in München. Hij is lid van het Hof van Arbitrage voor Sport en was in een volledige termijn van 2003 tot 2012 rechter aan het Internationale Gerechtshof.

## Levensloop
Simma behaalde in 1967 zijn doctoraat in rechtsgeleerdheid aan de Universiteit van Innsbruck. Na verschillende jaren als assistent aan de universiteit ìn Innsbruck te hebben gewerkt, werd hij in 1973 in München aangewezen als hoogleraar voor de leerstoel van internationaal recht aan de Ludwig Maximilians-Universiteit. Hier bleef hij aan tot aan zijn emeritaat in 2006.
Naast zijn carrière in München werkte Simma als gasthoogleraar aan rond 60 academische instituten, waaronder aan de diplomatenopleiding van het Duitse Ministerie van Buitenlandse Zaken en de Haagsche Academie voor Internationaal Recht.
Sinds 1984 is hij lid van het Hof van Arbitrage voor Sport en van 1987 tot 1996 was hij lid van de VN-commissie voor economische, sociale en culturele rechten. Sinds 2002 is hij voor het Duitse ministerie lid van de adviesraad voor internationaal recht en VN-kwesties en voor de periode van 2003 tot 2012 werd hij gekozen tot rechter voor het Internationale Gerechtshof in Den Haag.
Als raadsheer voor Duitsland was hij al eerder betrokken bij het Hof in Den Haag, zoals in zaken als de land- en zeegrenzen tussen Kameroen en Nigeria, in de LaGrand-zaak tussen Duitsland en de Verenigde Staten, en meer. Verder trad hij op als een van de arbiters van het Permanent Hof van Arbitrage in Den Haag in het geschil tussen België en Nederland over de heropening van de IJzeren Rijn met een traject door Limburg.
Simma was medeoprichter en van 2004 tot 2007 de eerste voorzitter van de European Society of International Law. Verder is hij lid van een groot aantal andere nationale en internationale instituten, adviesorganen en verenigingen op het gebied van internationaal recht. Hij richtte mede het European Journal of International Law op waarvoor hij ook als redacteur werkte, en redigeerde hij voor verschillende andere juridische tijdschriften en jaarboeken.
In januari 2012 werd hij samen met de Fransman Gilbert Guillaume en de Brit Vaughan Lowe door Slovenië en Kroatië benoemd tot arbiter in het geschil over de grensbepaling tussen beide landen.

## Erkenning
Simma werd meermaals onderscheiden, waaronder in 2006 met een eredoctoraat van de Universiteit van Macerata in Italië. Verder ontving hij onder meer in 1996 het Certificate of Merit van de American Society of International Law, in 2005 de Wetenschapsprijs van Vorarlberg en in 2012 de Manley O. Hudson Medal van de Universiteit van Michigan.
- Bibsys: 90518700
- Bibliothèque nationale de France: cb12284846x (data)
- CiNii: DA0091439X
- Gemeinsame Normdatei: 121939952
- International Standard Name Identifier: 0000 0001 0905 6164
- Library of Congress Control Number: n79066657
- Nationale Bibliotheek van Letland: 000074467
- Nationale Bibliotheek van Tsjechië: mub2010586389
- Nationale bibliotheek van Australië: 35499916
- Nationale Bibliotheek van Israël: 987007437181805171
- Nationale Bibliotheek van Polen: a0000002386138
- Nederlandse Thesaurus van Auteursnamen: 067555128
- Réseau des bibliothèques de Suisse occidentale: 02-A003832717
- Système universitaire de documentation: 031679072
- Trove: 975584
- Virtual International Authority File: 59146210
- WorldCat: E39PBJthbbr7FmTTr9hyMHC4v3